# Strażnica WOP Kosarzyn

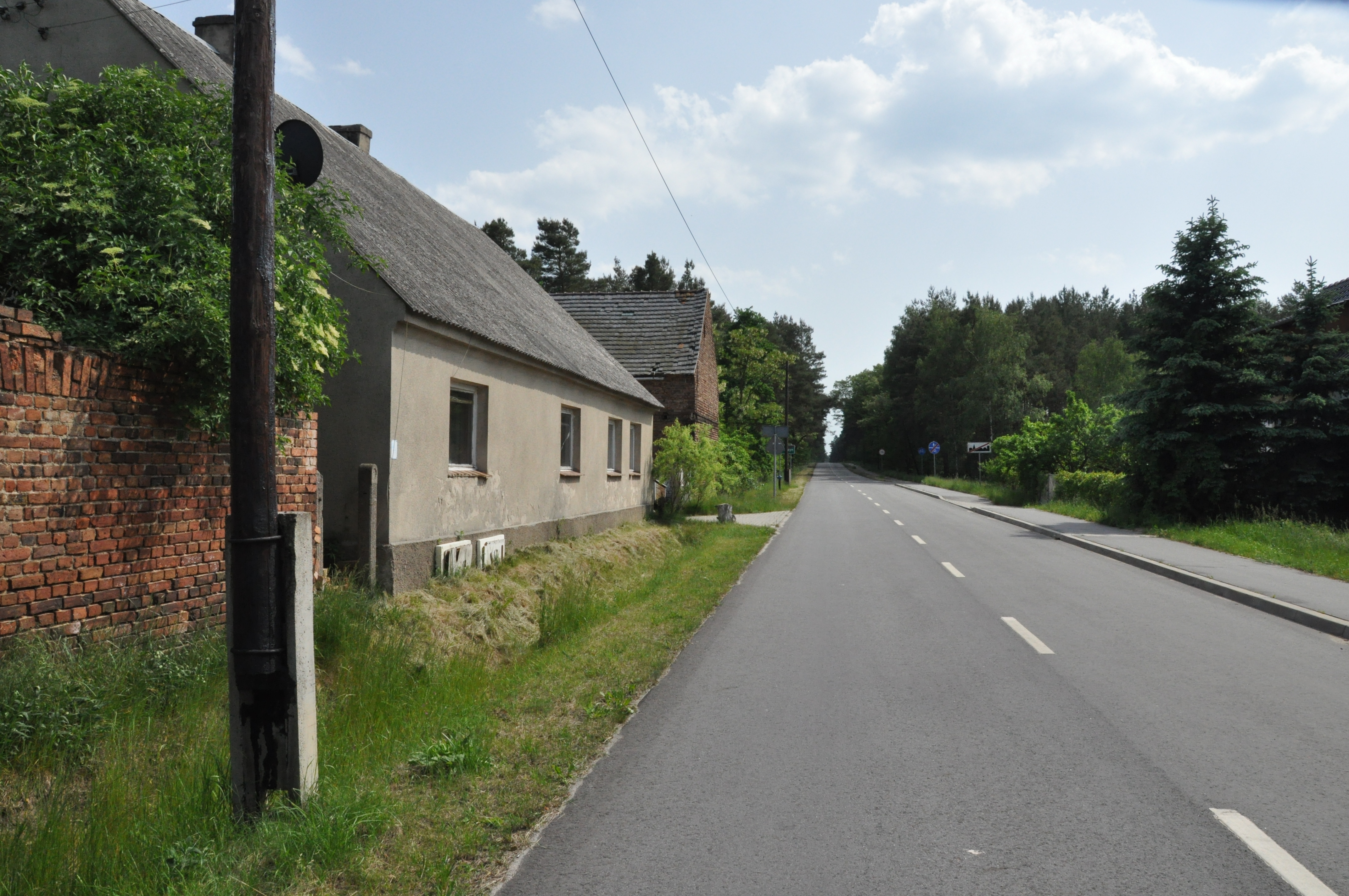
Budynek byłej 35 strażnicy (2014 r.)

Strażnica WOP Kosarzyn – podstawowy pododdział graniczny Wojsk Ochrony Pogranicza pełniący służbę ochronną na granicy polsko-niemieckiej.

## Formowanie i zmiany organizacyjne
Strażnica została sformowana w 1945 roku w strukturze 7 komenda odcinka jako 35 strażnica WOP (Kuschern) o stanie 56 żołnierzy. Kierownictwo strażnicy stanowili: komendant strażnicy, zastępca komendanta do spraw polityczno-wychowawczych i zastępca do spraw zwiadu. Strażnica składała się z dwóch drużyn strzeleckich, drużyny fizylierów, drużyny łączności i gospodarczej. Etat przewidywał także instruktora do tresury psów służbowych oraz instruktora sanitarnego. W 1947 rozwiązano strażnicę.

## Komendanci strażnicy
- ppor. Walenty Stocki (29.11.1945-?)
- kpt. Mieczysław Wrzos-Czulduszkin
- por. Jan Dadur
- por. Wacław Beltlich